# William Schuman
William Howard Schuman (født 4. august 1910 i New York, død 15. februar 1992 i New York) var en amerikansk komponist.
Han studerede under komponisten Roy Harris , var leder af Julliard School Of Music (1945 – 1962), og The Lincoln Center (1962 – 1969).
Hans mest kendte værk er nok 3 symfoni , og 5 symfoni (for strygere.)
Han skrev også en 9. symfoni (le fosse Ardertine) til minde for de faldne italienske civilister, som faldt for nazisternes massedrab i de berømte grotter under 2. verdenskrig.
Skrev tilligemed det smukke værk New England Triptych.
Har skrevet 10 symfonier i alt , hvoraf Symfoni nr. 1 og 2 er tilbagetrukket, men han skrev også en del kammer- og vokalmusik.

## Udvalgte værker
- Symfoni nr. 1 (1935) (trukket tilbage) - for kammerorkester
- Symfoni nr. 2 (1937) (trukket tilbage) - for orkester
- Symfoni nr. 3 (1941) - for orkester
- Symfoni nr. 4 (1941) - for orkester
- Symfoni for strygere (Symfoni nr. 5) (1943) - for strygeorkester
- Symfoni nr. 6 (1948) - for orkester
- Symfoni nr. 7 (1960) - for orkester
- Symfoni nr. 8 (1962) - for orkester
- Symfoni nr. 9 "Ardeatine massakren" (1968) - for orkester
- Symphony No. 10 "Amerikank muse" (1976) - for stort orkester
- "Amerikansk festival overture" (1939) - for orkester
- "Bøn i krigstid" (1943) - for orkester
- "Credendum" (1955) - for orkester
- "New England Triptych" (1956) (baseret på melodier af William Billings) - for orkester
- "Lad os spille det for Lenny" (1988) (skrevet i anledningen af Leonard Bernsteins 70 års fødselsdag) - for orkester
- "Natte rejse" (1947) (Martha Graham Ballets) - ballet
- "Judith" (1949) - ballet
- "Koncert på gamle engelske runder" (1973) - for orkester
- 4 strygekvartetter (1935, 1937, 1939, 1950)